# MOGAT2
MOGAT2 (англ. Monoacylglycerol O-acyltransferase 2) – білок, який кодується однойменним геном, розташованим у людей на короткому плечі 11-ї хромосоми. Довжина поліпептидного ланцюга білка становить 334 амінокислот, а молекулярна маса — 38 196.
| 10         |  | 20         |  | 30         |  | 40         |  | 50         |
| ---------- |  | ---------- |  | ---------- |  | ---------- |  | ---------- |
| MVEFAPLFMP |  | WERRLQTLAV |  | LQFVFSFLAL |  | AEICTVGFIA |  | LLFTRFWLLT |
| VLYAAWWYLD |  | RDKPRQGGRH |  | IQAIRCWTIW |  | KYMKDYFPIS |  | LVKTAELDPS |
| RNYIAGFHPH |  | GVLAVGAFAN |  | LCTESTGFSS |  | IFPGIRPHLM |  | MLTLWFRAPF |
| FRDYIMSAGL |  | VTSEKESAAH |  | ILNRKGGGNL |  | LGIIVGGAQE |  | ALDARPGSFT |
| LLLRNRKGFV |  | RLALTHGAPL |  | VPIFSFGEND |  | LFDQIPNSSG |  | SWLRYIQNRL |
| QKIMGISLPL |  | FHGRGVFQYS |  | FGLIPYRRPI |  | TTVVGKPIEV |  | QKTLHPSEEE |
| VNQLHQRYIK |  | ELCNLFEAHK |  | LKFNIPADQH |  | LEFC       |  |            |

A: Аланін

C: Цистеїн

D: Аспарагінова кислота

E: Глутамінова кислота

F: Фенілаланін

G: Гліцин

H: Гістидин

I: Ізолейцин

K: Лізин

L: Лейцин

M: Метіонін

N: Аспарагін

P: Пролін

Q: Глутамін

R: Аргінін

S: Серин

T: Треонін

V: Валін

W: Триптофан

Кодований геном білок за функціями належить до трансфераз, ацилтрансфераз. 
Задіяний у таких біологічних процесах, як метаболізм ліпідів, біосинтез ліпідів, альтернативний сплайсинг. 
Локалізований у мембрані, ендоплазматичному ретикулумі.